# Mars to Stay

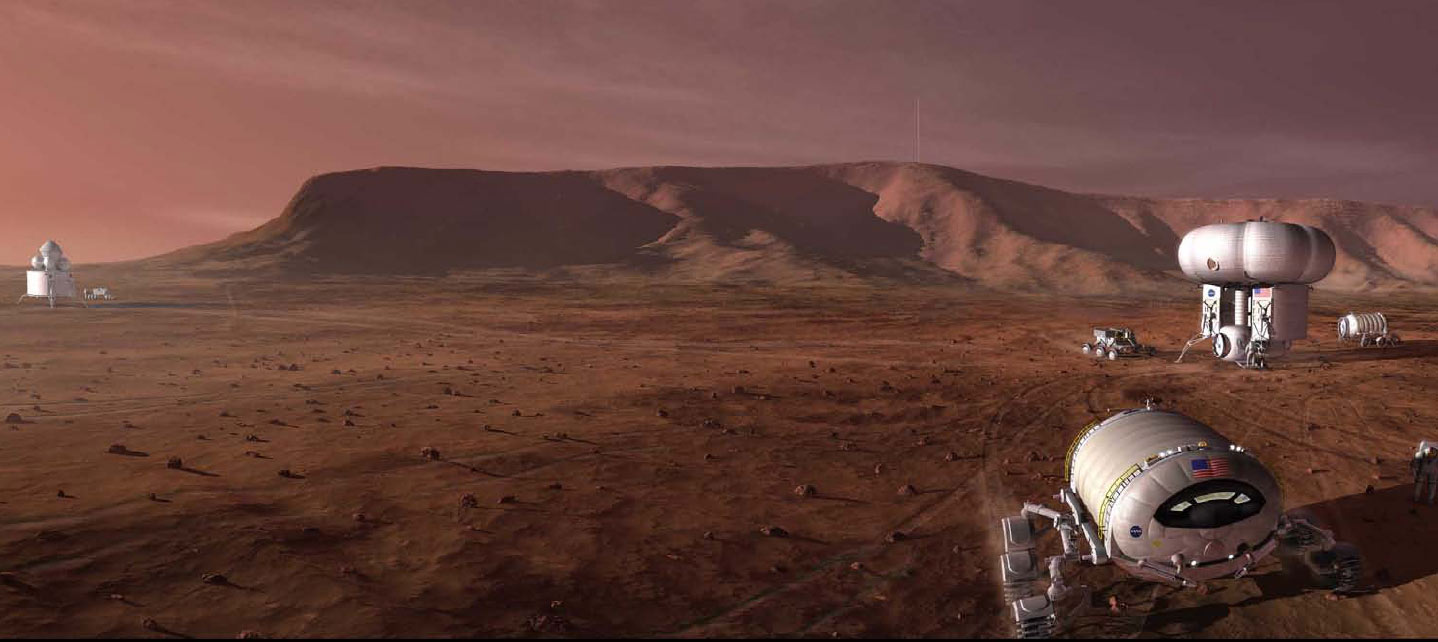
Künstlerische Darstellung einer Marsmission mit Langzeitaufenthalt (NASA, 2009)

Unter dem Motto Mars to Stay wurde der Vorschlag gemacht, dass die ersten zum Mars gesandten Astronauten für unbegrenzte Zeit auf dem Planeten bleiben sollten. Dadurch könnten die Kosten des Marsfluges verringert und eine ständige Besiedlung des Mars gewährleistet werden. Besonders entschieden setzt sich der ehemalige Apollo-Astronaut Buzz Aldrin für diesen Vorschlag ein. Er tat sich mehrfach mit dem Wahlspruch “Forget the Moon, Let’s Head to Mars!” („Vergesst den Mond! Auf zum Mars!“) hervor. Auch die Mars Society begründete eine Initiative für Mars to Stay. Das Konzept einer Mars-to-Stay-Mission wurde 1996 beim Workshop Case for Mars VI während einer Präsentation mit dem Titel One Way to Mars durch George William Herbert systematisch geschildert.

## Der Vorschlag
Zunächst würden sechs Astronauten zum Mars fliegen. Daraufhin könnten über fünf Jahre hinweg 24 weitere Siedler folgen, so dass sich selbständig eine Marskolonie entwickeln würde. Die Oberfläche des Mars bietet alle Rohstoffe, die notwendig sind, um eine menschliche Gemeinschaft auf Dauer zu erhalten. Der Mars ist in dieser Hinsicht gerade auch dem Mond überlegen. Deshalb erscheint eine dauerhafte Siedlung auf dem Mars als der fruchtbarste Weg, um sicherzustellen, dass die Menschheit sich zu einer Raumfahrt-treibenden Art entwickelt und sich über mehrere Himmelskörper ausbreitet. Es wird angenommen, dass eine ständige Mars-Kolonie von ursprünglichen dreißig auf vierzig Pioniere anwachsen könne, wenn Fabber und In-vitro-Fertilisation zum Einsatz kommen.
Gemäß der Initiative von Buzz Aldrin würde ein entsprechendes Programm zur Erforschung des Mars in längeren Zeitabschnitten Astronauten in Anspruch nehmen:
- 30 Jahre alt: ausgewählten Pionieren wird angeboten, bei der Besiedlung des Mars zu helfen
- 30–35 Jahre alt: Training und soziale Akklimatisation als Grundlagen für spätere langwährende Abgeschlossenheit und Kommunikation mit Zeitverzug
- 35 Jahre alt: Fahrt dreier Ehepaare zum Mars, gefolgt von einem Dutzend oder mehr weiteren Ehepaaren innerhalb der folgenden Jahre
- 35–65 Jahre alt: Ausbau geschützten unterirdischen Lebensraumes; künstliche Befruchtung gewährleistet genetische Vielfalt
- 65 Jahre alt: den Siedlern der ersten Generation wird zur Wahl gestellt, ob sie auf die Erde zurückkehren oder ihren Lebensabend auf dem Mars verbringen wollen

Aldrin kommentiert sein Konzept mit den Worten: „(…) wer weiß, zu welchem Fortschritt es kommen wird. Die erste Generation kann dort in den Ruhestand gehen, oder wir können sie vielleicht zurückbringen.“

## Entwicklung und Bestand der Siedlung
Die ersten Forschungsreisenden setzen in Umlaufbahnen und auf zerstreuten Landeplätzen (in bedeutender Entfernung von der Hauptsiedlung) Ausrüstungsgegenstände ab, damit spätere Reisen zum Mars leichter und mit geringeren Risiken unternommen werden können, da mit einer gewissen Sicherheit auf Ersatzteile zurückgegriffen werden kann, falls es bei der Überfahrt oder bei der Landung zu Pannen kommt.
Ausgedehnte unterirdische, unter Druck gestellte, Wohnanlagen würden den ersten Schritt zu einer menschlichen Besiedlung hin darstellen. Robert Zubrin merkt in seinem Werk Mars Direct an, dass derartige Wohnanlagen in Ebenen oder in Hängen aus leicht herzustellenden Mars-Ziegeln im Stile römischer Atrien errichtet werden können. Nach dieser anfänglichen Phase des Aufbaues erster Wohnanlagen könnten auf der Marsoberfläche strahlungshemmende und abnutzungsresistente geodätische Kuppeln aus Hartplastik aufgebaut werden, die als dauerhafter Wohnraum und zur Aufzucht von Pflanzen dienen könnten. Damit würde auch eine heimische Industrie aufleben, die aus den örtlichen Rohstoffen ohne nennenswerte Schwierigkeiten Kunststoffe, Keramik und Glas herstellen könnte.
Das längerfristige Unternehmen, den Mars zu vererden (zu terraformen), setzt zunächst eine Zeit der globalen Erwärmung voraus, während derer der marsianische Regolith eine Atmosphäre freisetzt und ein Wasserkreislauf in Gang kommt. Zubrin beschreibt drei Wege des globalen Erwärmens und unterstellt, dass sie am besten in einer gegenseitigen Wechselwirkung erfolgreich sein dürften: Weltraumspiegel, die die Marsoberfläche aufheizen; Fabriken auf dem Boden, die der Atmosphäre Halogenkohlenwasserstoffe zuführen; die Aussaat von Bakterien, die Wasser, Stickstoff und Kohlenstoff verstoffwechseln und dabei Ammoniak und Methan freisetzen (diese Gase würden der globalen Erwärmung vorarbeiten). Während der Mars vererdet wird, kann die Siedlung kräftig voranschreiten.
Vor dem Hintergrund der Ergebnisse von The Case for Mars wird eingeräumt, dass jegliche marsianische Kolonie für Jahrhunderte zu einem gewissen Teil von der Erde abhängig bleiben müsste. Zubrin bringt aber vor, dass der Mars trotzdem ein profitables Investitionsfeld werden könnte, weil auf ihm konzentrierte Vorkommen von Metallen vorliegen könnten, die von ähnlichem oder größerem Wert als dem des Silbers sind und dem jahrtausendelangen Schürfen des Menschen haben entgehen können, so dass man sie jetzt mit Reingewinn auf der Erde verkaufen könnte, und weil die marsianischen Wasservorkommen fünfmal so viel Deuterium enthalten wie die irdischen, so dass hier die marsianische Gewinnung eines ausgesprochen teuren nuklearen Brennstoffes lohnend werden könnte. Wer auf den Mars auswandert, könnte angesichts dessen mit einer gewissen Sicherheit darauf rechnen, dort einer industriellen Tätigkeit nachgehen zu können, so dass angenommen wird, dass der Mars durch hohe Löhne Siedler stark anziehen könne. Arbeitskräftemangel und hohes Lohnniveau auf dem Mars könnten im Zuge dessen zum Motor sowohl sozialer wie technologischer Entwicklungen der Zukunft werden.

## Risiken

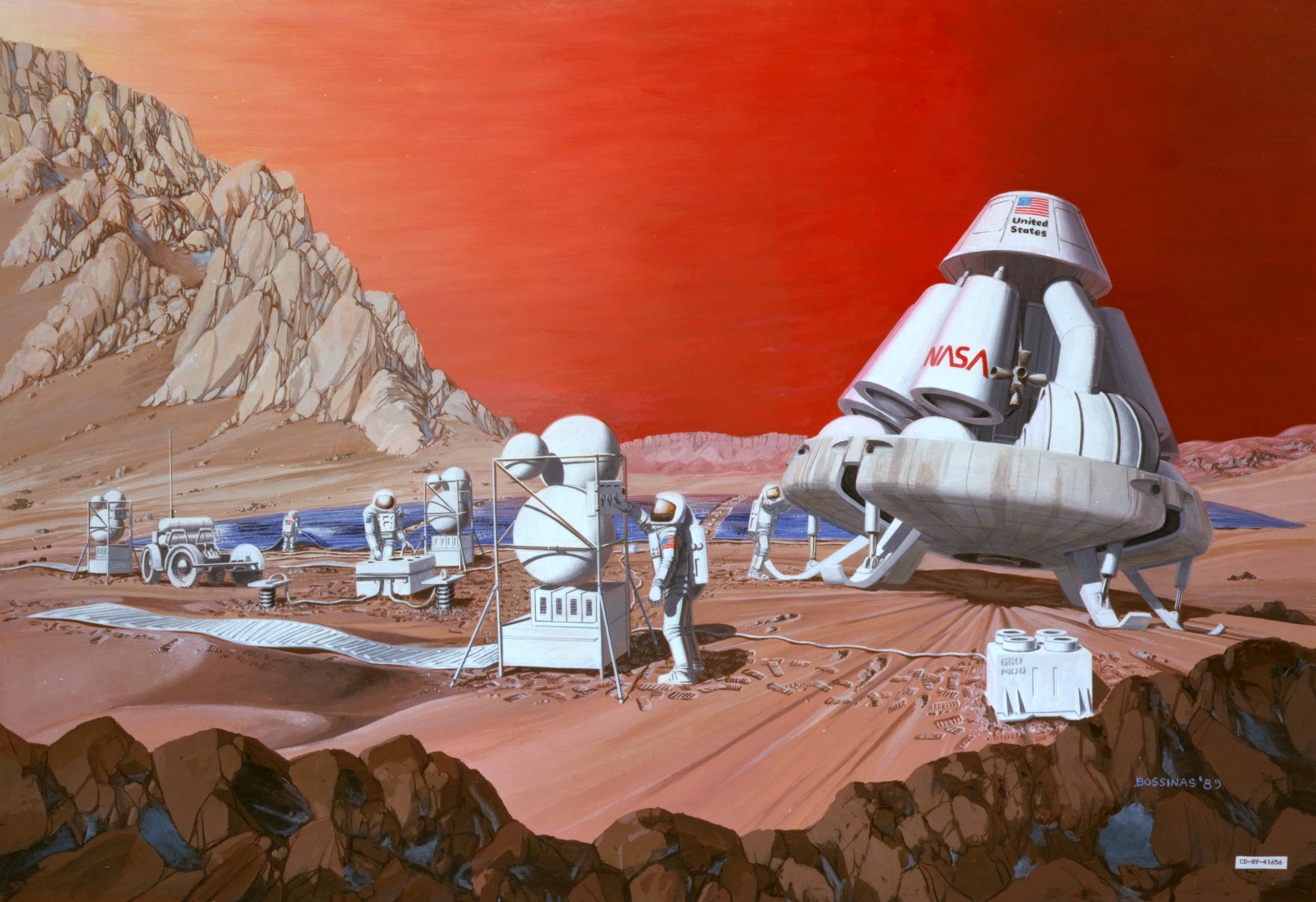
Künstlerische Sicht einer bemannten Mission zum Mars
Gemälde von Les Bossinas (Lewis Research Center), NASA

Zubrin unterstellt, dass die kosmische Strahlung und die Schwerelosigkeit keine unzumutbar großen Gefahren seien und das Krebsrisiko durch einen längeren Aufenthalt im Weltraum nur geringfügig zunehme. Es wird vermutet, dass sich nach der Ankunft auf dem Mars die Muskulatur und das Immunsystem fast völlig wieder erholen werden. Gefahren durch das Einbringen extraterrestrischer Stoffe scheinen sich nicht zu ergeben, da es auf dem Mars keine Wirts-Organismen gibt, in denen sich etwaige Viren hätten entwickeln können.
Dem Ansinnen, zunächst auf dem uns näheren Mond für eine Eroberung des Mars zu trainieren, stellt Zubrin entgegen: „Es ist letzten Endes viel einfacher, aus einer niedrigen Erdumlaufbahn zum Mars zu reisen als vom Mond, und diesen dabei als einen Vorposten zu benutzen, stellt eine zwecklose Vergeudung von Ressourcen dar.“ Der Mond könne oberflächlich als ein geeigneter Ort erscheinen, um Techniken für die Erforschung und die Besiedlung des Mars zu erüben, unterscheide sich von diesem aber grundsätzlich, da er keine Atmosphäre, keine der marsianischen ähnliche Geologie und mit einer wesentlich längeren Rotationsperiode auch wesentlich stärkere Temperatur-Schwankungen aufweise. Antarktika, irdische Wüstengebiete und genau regulierte Vakuumkammern leicht zugänglicher irdischer NASA-Zentren stellen dagegen bei geringeren Kosten um einiges bessere Trainings-Stätten dar.

## Aufnahme in der Öffentlichkeit

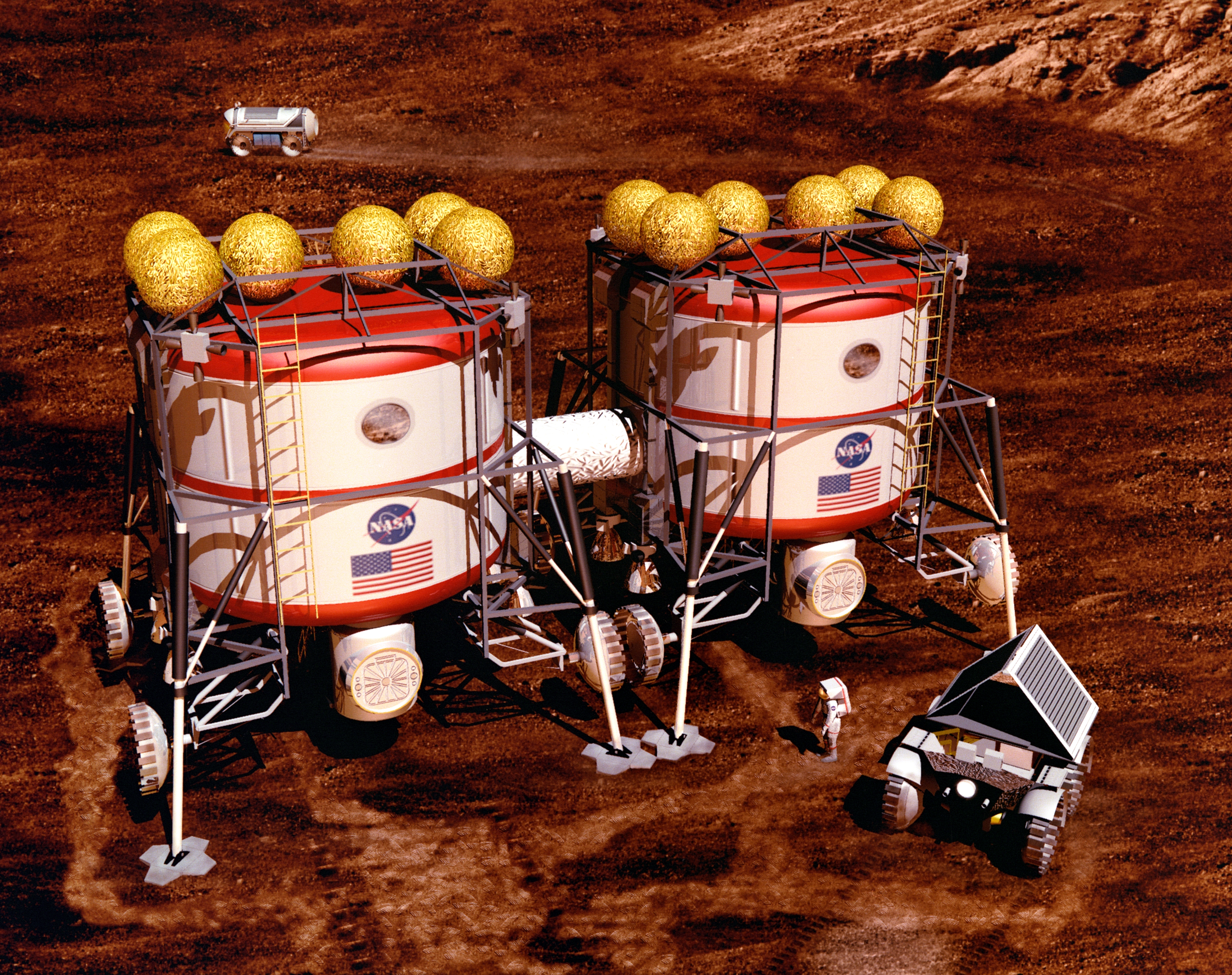
Künstlerische Vision einer Wohnanlage auf dem Mars
(John Frassanito and Associates für die NASA, 1993)

Der Mondfahrer Buzz Aldrin sagte während eines Interviews zu Mars-to-Stay-Initiativen: „Wenn das Raumfahrtprogramm der Vereinigten Staaten eine Mission zum Mars losschicken sollte, sollten die daran teilnehmenden Astronauten dazu bereit sein, dortzubleiben.“ Aldrin führt ins Feld, dass die zeitlichen und die finanziellen Aufwendungen einer bemannten Mars-Mission „mehr als nur einen kurzen Aufenthalt rechtfertigen, so dass die Mitfahrenden sich als echte Wegbereiter begreifen sollten. Wie die Pilgerväter, die in die Neue Welt kamen, oder die Familien, die sich auf den Weg in den wilden Westen machten, sollten sie nicht planen, nach Hause zurückzukehren.“ Gemäß den Fürsprechern des Mars ist der Mond ein kleinerer Abstecher von zwei oder drei Tagen, bietet er aber letzten Endes kein Potenzial für unabhängige Siedlungen. Über den Mars ist dagegen bekannt, dass er bedeutende Reserven gefrorenen Wassers und aller grundlegenden Elemente besitzt und sowohl an die Licht- wie an die Schwereverhältnisse der Erde näher herankommt. Aldrin urteilt: „Es ist einfacher, sich dort zu etablieren und die Versorgung der Leute zu sichern, als das auf dem Mond zu tun.“ In einem Interview mit Reportern sagte Aldrin, der rote Planet biete als ein Siedlungsort ein weitaus größeres Potenzial als der Satellit der Erde: „Wenn wir ein paar Leute da hinunterbringen und angemessen für ihre Sicherheit sorgen, würden Sie dann all das Ungemach auf sich nehmen wollen und sie gleich, nach einem Jahr oder nach eineinhalb Jahren, wieder zurückbringen wollen?“ – „Die müssen eher in dem Bewusstsein da hingehen, dass sie Pioniere und Siedler sind und sich nicht etwa darauf freuen, dass sie nach ein paar Jahren wieder nach Hause kommen werden.“
Aldrin gab in einem Artikel für Popular Mechanics im Mai 2009 eine umfassende Darlegung ab, warum er Mars to Stay befürwortet:

„Die derzeitigen Pläne der Agentur für die Weltraumforschung würden Jahrzehnte und hunderte von Milliarden Dollar darauf verschwenden, 2020 den Mond zu erreichen – eine aufgehübschte Neuauflage dessen, was wir vor vierzig Jahren getan haben. Die derzeitigen Mondpläne der NASA sind nicht ein Sprungbrett auf den Mars, sondern ein Umweg. Sie werden unsere Bemühungen um den Mars entgleisen lassen, indem sie für die bevorstehenden zwei Jahrzehnte das Geld und die ingenieurtechnologische Begabung abziehen. Wenn wir anstreben, den Menschen für längere Zeit auf den Mars zu bringen – und ich glaube, dass das für die absehbare Zukunft insgesamt unser Ziel sein sollte – müssen wir unsere Aufmerksamkeit ganz entscheidend auf etwas anderes umlenken. Unsere rein forscherlichen Bestrebungen sollten höher hinausgehen als nur nach einem Ort, den wir schon sechsmal betreten haben. In den vergangenen Jahren hat sich meine Philosophie betreffend einer Kolonisation des Mars weiterentwickelt. Ich glaube jetzt, dass Menschen, die den roten Planeten besuchen, sich verpflichten sollten, auf Dauer dort zu bleiben. Tickets für eine einfache Fahrt zum Mars werden die Missionen verbilligen und technisch vereinfachen und uns innerhalb kürzerer Zeit dort hinbringen. Wichtiger noch, sie werden dafür sorgen, dass unser Außenposten auf dem Mars durch die Ankunft weiterer Dauersiedler in ein stetiges Wachsen hineinläuft. An der Stelle von Forschern werden Marsreisende ohne Rückfahrschein die Pilgerväter des einundzwanzigsten Jahrhunderts werden und den Weg für eine neue Lebensart bereiten. Dafür braucht es eine besondere Art Mensch. An der Stelle des traditionellen Piloten / Wissenschaftlers / Ingenieurs werden die Dauersiedler des Mars eher deshalb ausgewählt werden, weil sie eine bestimmte Persönlichkeit haben, die sich durch Anpassungsfähigkeit, Erfindungsreichtum und Entschlossenheit im Angesicht des Unvorhersagbaren auszeichnet. Kurz, es wird sich um solche handeln, die zu überleben wissen.“

Während Zubrin bei einem Hearing des U.S. Human Space Flight Plans Committees im Jahre 2009 die Gedanken seines Werkes The Case for Mars zusammenfasste, wurden Dutzende von Plakaten mit der Aufschrift „Mars Direct – Cowards Return to the Moon“ („Mars Direct – Feiglinge kehren zum Mond zurück“) im Carnegie Institute angebracht. Ein leidenschaftlicher Tumult unter den Fürsprechern der Weltraumforschung, der sowohl Kritik wie Zustimmung entsprang, zog daraufhin nach sich, dass die Mars Artists Community mehrere weitere ähnliche Plakate mit Slogans wie „Verräter kehren zur Erde zurück“ oder „Was würde Zheng He tun?“ druckte.
Der Hard-Science-Fiction-Autor Mike Brotherton befand Mars to Stay sowohl aus wirtschaftlichen Erwägungen wie aus solchen um die Sicherheit heraus als attraktiv, noch stärker allerdings, weil es die am Ende stehende Aufgabe erfüllen würde, durch die „unser bemanntes Raumfahrtprogramm an den Mann gebracht wird, zumindest philosophisch und auf lange Sicht: als ein Schritt, andere Welten zu kolonisieren.“ Zwei Drittel derjenigen, die an einer Umfrage auf seiner Website teilnahmen, drückten ihr Interesse an einem Ticket für eine einfache Fahrt zum Mars aus, „wenn die Kenngrößen der Mission klar abgegrenzt (nicht selbstmörderisch) sind.“
Im Juni 2010 stellte Aldrin in einem Interview für Vanity Fair Mars to Stay erneut dar:
„Haben die Pilgerväter von der Mayflower um den Plymouth-Felsen herumgesessen und auf die Rückfahrt gewartet? Sie sind hierhergekommen, um zu siedeln. Und das ist es, was wir auch auf dem Mars tun sollten. Wenn du zum Mars gehst, musst du dich entschieden haben, dass du auf Dauer dort bist. Je mehr Leute wir dort haben, umso mehr kann es ein dauerhaftes Umfeld werden. Von sehr seltenen Ausnahmen abgesehen, sollten die Leute, die zum Mars gehen, nicht mehr zurückkommen. Wenn du einmal auf die Oberfläche gelangst, bist du dort.“

## Kommentare in der „New York Times“
Mars to Stay ist in zwei Kommentaren der „New York Times“ ausdrücklich als eine zu befürwortende Idee dargestellt worden.

### Paul Davies: „Life (and Death) on Mars.“ New York Times, 15. Januar 2004
Davies’ Fürsprache für die billigere, permanente Möglichkeit, „nach dem einen Weg zu bleiben,“ entspringt einem Grunde, der in den einschlägigen Kreisen gebräuchlich und wohlvertraut ist: „Der Mars ist einer der wenigen zugänglichen Orte außerhalb der Erde, an denen es Leben gegeben haben könnte, (…) [und] als der einzige unserer Schwesterplaneten geeignet, die ständige Gegenwart des Menschen zu dulden.“

„Warum ist es so teuer, zum Mars zu gehen? Es ist vor allem die Entfernung von der Erde. Der Mars ist auf dem nächsten Punkt in seiner Umlaufbahn 35 Millionen Meilen von uns entfernt, während man den Mond schon in ein paar wenigen Tagen erreichen kann. Und um die Sache vollzumachen, hat der Mars eine Oberflächenschwere, die, obwohl sie nur 38 Prozent der irdischen beträgt, um ein Entscheidendes größer ist als die des Mondes. Man braucht eine Menge Treibstoff, um sich vom Mars abzustoßen und nach Hause zurückzukehren. (…)

Ohne ein paar grundlegende Verbesserungen in der Technik sind die Aussichten, Astronauten in näherer Zukunft auf eine Rundreise nach dem Mars zu senden, dürftig, was auch immer der Präsident sagt. Der Vorschlag des Präsidenten, den Mond als eine Basis – einen Ort zum Zusammenstellen der Ausrüstung und zum billigeren Herstellen von Treibstoff – zu benutzen, könnte vielmehr zu einer sehr kostspieligen Nebensache geraten. Immerhin gibt es aber eine schlagende Methode, die Kosten drastisch zu reduzieren und den Mars in die Reichweite einer baldigen bemannten Erforschung zu bringen. Die Antwort liegt in einer Mission nur in eine Richtung.“
Gemäß Davies’ Plan würde eine anfängliche Kolonie aus vier Astronauten mit einem kleinen Kernreaktor und einigen Geländewagen ausgestattet werden, ihren eigenen Sauerstoff herstellen, Lebensmittel herstellen und sogar mit Bauprojekten beginnen, für die sie örtliche Rohstoffe verwenden würde. Aufgestockt durch Lebensmittel-Lieferungen, medizinische Bedarfsbefriedigung und Ersatzgeräte von der Erde, würde die Kolonie ohne zeitliche Begrenzung unterhalten werden. Davies argumentiert, dass wir die Risiken eines Mars-to-Stay-Projekts nicht als ungewöhnlich groß beurteilen sollten, wenn wir bedenken, dass „manche Menschen im Namen des Sports oder des Abenteuers in geiler Freudigkeit mit dem Tode Würfel spielen gehen [und] gefährliche Tätigkeiten gang und gäbe sind, die die Lebenserwartung heruntersetzen, indem man sich bei ihnen gefährlichen Stoffen oder Verhältnissen aussetzt.“
„Vor hundert Jahren sind die Forscher hinausgegangen, um über die Antarktis zu ziehen, wohl wissend, dass sie dabei zu Tode kommen könnten und dass sogar noch, wenn sie Erfolg haben würden, ihre Gesundheit unwiederbringlich geschädigt werden könnte. Aber die Regierungen und die wissenschaftlichen Gesellschaften waren die bereitwilligen Sponsoren dieser Unternehmen.“ – „Warum sollte es heute anders sein?“

### Lawrence Krauss: „A One-Way Ticket to Mars.“ New York Times, 1. September 2009
Auf der Grundlage einer ähnlichen Argumentation wie derjenigen Aldrins fragt Lawrence Krauss: „Warum ist es uns so wichtig, die Mars-Fahrer wieder nach Hause zu bringen?“ Während der Gedanke, Astronauten für immer in die Höhe hinaufzusenden, aufs erste Hören als eine Kakophonie erscheinen möge, habe die vernunftmäßige Begründung einer Erforschung und Besiedlung mit Tickets für eine einfache Fahrt doch kräftige historische und praktische Wurzeln. So seien etwa die Kolonisten und die Wallfahrer von einst nur selten in der Erwartung losgezogen, dass sie noch einmal zurückreisen würden. „In Galaxien vorzudringen, die nie ein Mensch zuvor gesehen hat, muss nicht mit sich bringen, dass man wieder nach Hause zurückkehrt.“
Krauss wandelt das standardmäßige Konzept für Mars to Stay ab, indem er „die Reise älteren Astronauten [vorbehält], deren Lebenserwartung begrenzt ist. Hier bin ich erneut auf eine bedeutende Gruppe von Wissenschaftlern über 65 gestoßen, die willens wären, die ihnen verbleibenden Jahre auf dem roten Planeten oder auch sonst irgendwo abzuleben.“ Diese erste Generation älterer Astronauten würde höhere Strahlungsdosen in Kauf nehmen, während sie die endgültigen Wohnanlagen baut, da die Auswirkungen der höheren Strahlung für sie während ihrer Lebenszeit wahrscheinlich nicht mehr zum Tragen kommen würden.

„Wenn es wirklichkeitsfremd erscheint, zu unterstellen, Astronauten könnten willens sein, ihre Heimat ohne die Aussicht auf eine Rückkehr zu Lebzeiten zu verlassen, dann bedenken Sie die Ergebnisse einer Reihe von zwanglosen Befragungen, die ich und mehrere meiner Kollegen da in der letzten Zeit durchgeführt haben. Einer meiner Fachgenossen in Arizona hat kürzlich eine Gruppe von Wissenschaftlern und Ingenieuren des Jet Propulsion Laboratorys auf einer geologischen Exkursion begleitet. Im Laufe des Tages fragte er herum, wer alles willens wäre, auf eine Raumfahrt-Mission mit einem Ticket für eine einfache Fahrt zu gehen. Die Mitglieder der Gruppe hoben ohne Ausnahme die Hand.“
Krauss geht weiteren direkten und pragmatischen Gründen nach, aus denen man Missionen zur Erforschung des Raumes in nur eine Richtung erwägen könnte. Wenn der Treibstoff für eine Heimreise an Bord mitgetragen wird, lässt das die massenmäßige Größenordnung des Unternehmens entscheidend in die Höhe schnellen. „Die bemannte Raumfahrt ist so teuer und so gefährlich –“ (…) „Wir werden neue, sogar sehr ausgefallene Lösungen finden müssen, wenn wir das Feld der menschlichen Zivilisation wirklich über unseren eigenen Planeten hinaus ausdehnen wollen.“ Den Pionieren mittels unbemannter Raumschiffe Lebensmittel und Ausrüstungsgegenstände zu senden, sei billiger als eine sofortige Rückreise.